# Literatura gay

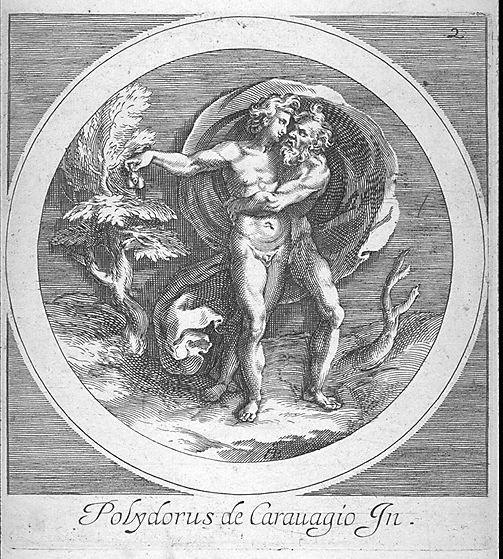
Zeus abrazando a Ganimedes, a quien secuestró y convirtió en su amante según la mitología griega.

La literatura gay comprende aquellas obras en cuyo contenido tiene cierta importancia la homosexualidad masculina, presentándose en los personajes, las líneas argumentales y/o temas retratándola. Históricamente ha tenido mayor representación que la literatura lésbica. Como tal, la literatura gay no se considera un género propiamente dicho dentro del mundo académico, sino como una convención cultural que alude al contenido de los cuentos, novelas, poemas y demás piezas literarias.
El interés académico por identificar obras literarias que pudieran ser consideradas como literaruea gay inició en Inglaterra a finales del siglo XIX, de la mano de figuras como Walter Pater o Benjamin Jowett, quienes junto a otros intelectuales se reunían a discutir y leer clásicos griegos y latinos que presentaran personajes con las mismas atracciones hacia personas del mismo sexo que sentían muchos de ellos.

## Resumen histórico
El amor entre individuos del mismo sexo se ha encontrado en muchos textos antiguos alrededor del mundo. Los antiguos griegos, en particular, exploraron el tema en una variedad de distintos niveles en obras como el Simposio de Platón.

### Primeras obras

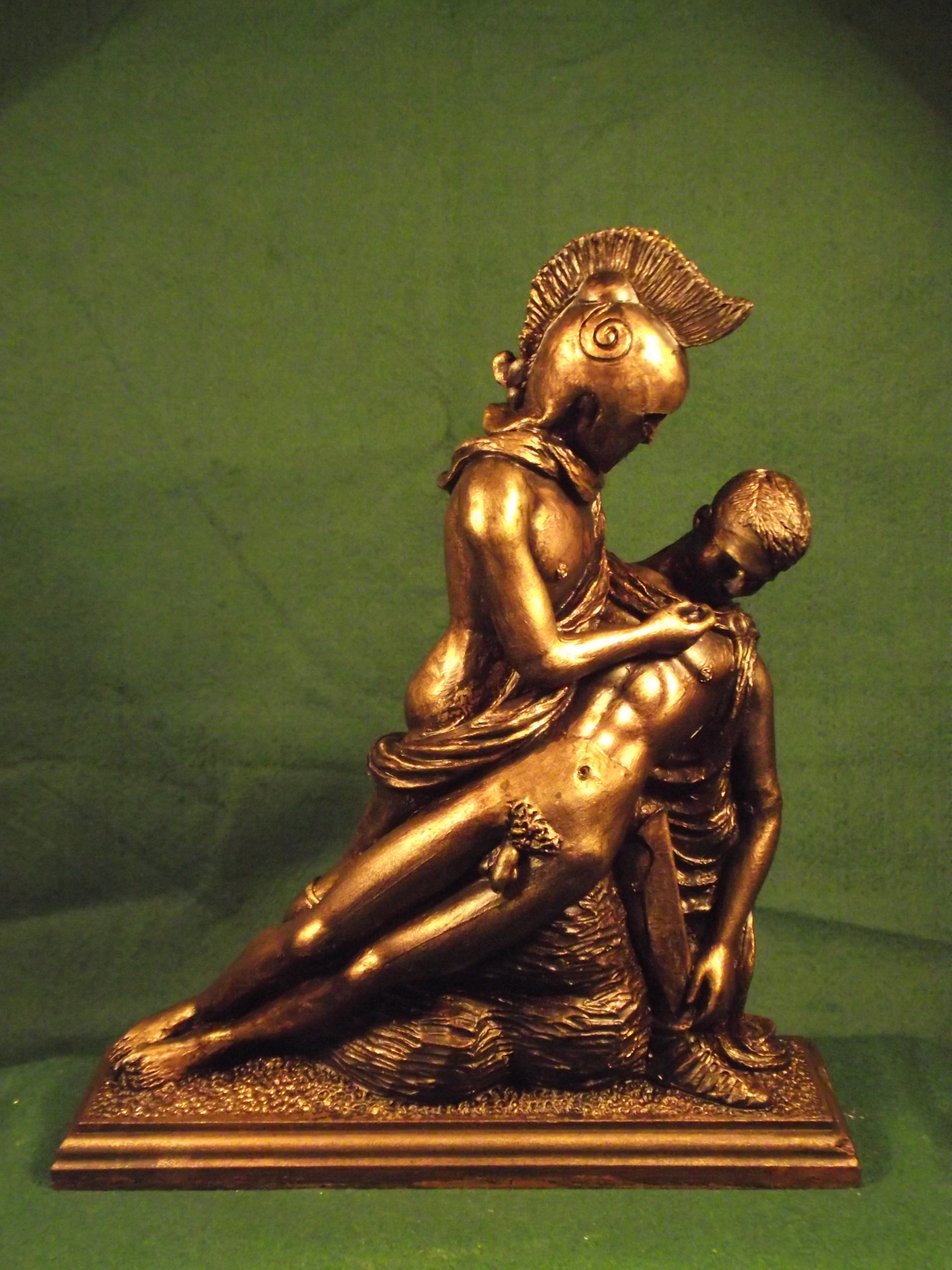
Aquiles y Patroclo.

Aunque Homero no retrató la relación entre los héroes Aquiles y Patroclo como explícitamente homosexual en la Ilíada, autores sucesores sí lo hicieron. Antes de iniciar su viaje, Aquiles  llora ante su madre Tetis porque el cadáver de Patroclo se va  a descomponer, por lo que esta lo hace incorruptible al echarle ambrosía y néctar, en el canto XVI de la Ilíada, el héroe le pide a los dioses que desaparezcan a toda la humanidad  exceptuandolos a ellos dos. Antes de aquello, el espíritu de Patroclo había aparecido ante Aquiles y le había pedido que sean enterrados juntos en una ánfora de oro. En el siglo V a. C., Esquilo, en su tragedia Los Mirmidones, retrató a Aquiles y Patroclo como amantes pederastas. En un fragmento sobreviviente de la obra, Aquiles habla de "nuestros besos frecuentes" y una "unión devota de los muslos". En el siglo I a. C. Virgilio publica las Bucólicas, en cuya segunda égloga se trata el amor del pastor Coridón al joven Alexis, que no puede corresponderle debido a las retenciones de su amo. 

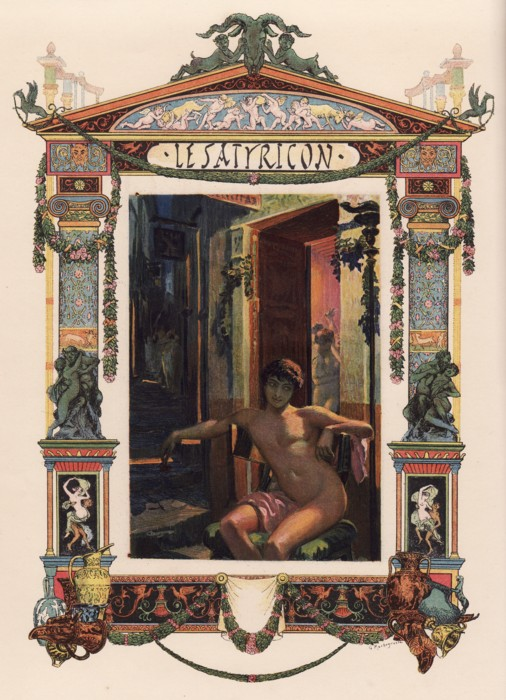
El Satiricón.

Una de las primeras novelas de la literatura mundial, El Satiricón, versa sobre la homosexualidad y el homoerotismo, siendo una novela satírica y paródica. Además, es el primer antecedente conocido de la novela picaresca, en ella los personajes Encolpo y Ascilto rivalizarán por el amor de Gitón. Poco menos de un siglo después, el escritor griego Luciano de Samósata escribió Historia verdadera, el primer ejemplo conocido de ciencia ficción conservado, y también el primer ejemplo de homosexualidad masculina en la ciencia ficción.

## Mitología y religión
Muchas mitologías y narraciones religiosas incluyen historias sobre el amor homosexual. Los mitos han sido utilizados por las culturas individuales, en parte, para explicar y validar sus instituciones sociales particulares o explicar la causa de la homosexualidad.

### Mitología griega

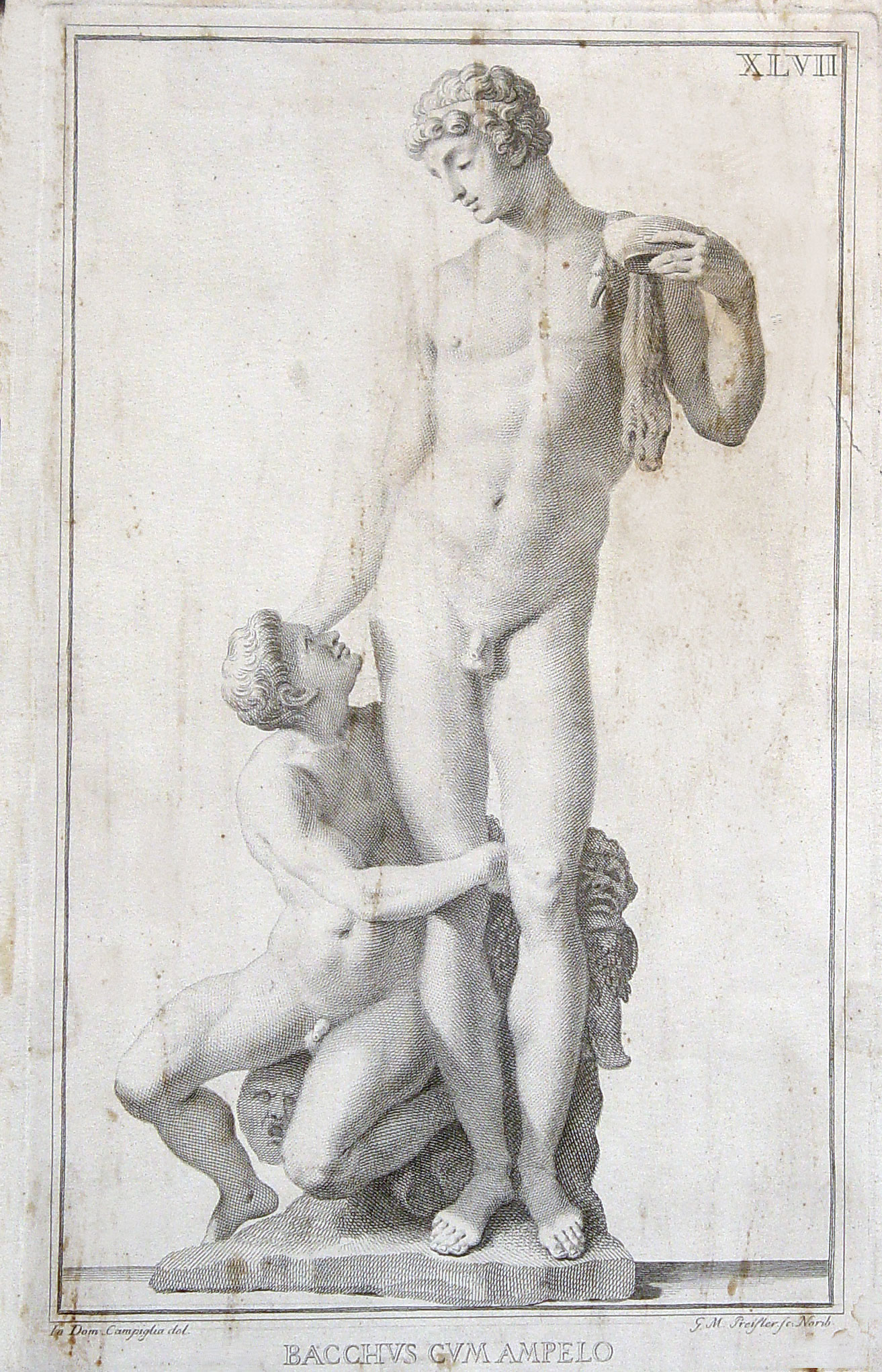
Giovanni Domenico Campiglia, Bacchus cum Ampelo (Dioniso con Ámpelo).

En la mitología griega es usual que las divinidades presenten un comportamiento bisexual, por lo que las relaciones entre personas del mismo sexo no son raras en su literatura, tanto oral como escrita. Sus mitos han sido descritos como crucialmente influyentes en la literatura LGBT occidental, con los mitos originales siendo constantemente republicados y reescritos, como las relaciones y los personajes que sirven como íconos.
La diosa del amor Afrodita y los dioses en su séquito, tal como el Erotes: Eros, Hímero y Potos, a veces se consideran los patrones del amor homosexual entre varones. Eros es también parte de una tríada de dioses que jugó roles en las relaciones homoéroticas, junto con Heracles y Hermes, fueron quienes otorgaron cualidades de belleza (y lealtad), fuerza y elocuencia, respectivamente, sobre los amantes del sexo masculino.

#### Apolo y Jacinto
Según la mitología griega, el primer hombre en desear disfrutar de los placeres carnales masculinos, y, por consiguiente, el que introdujo el homoerotismo entre los mortales, fue el poeta Támiris, quien sufrió la desdicha de enamorarse del mismo hombre que amaba Apolo; Jacinto. El dios, para ganar al amado, le dijo maliciosamente a las musas que el poeta se había jactado de poder superarlas en el canto, estas respondieron dejando sin vista, voz ni memoria al poeta. Aun así, Apolo no pudo disfrutar de Jacinto, pues el Viento del Oeste también se enamoró de aquel y sentía terribles celos. Cierto día en que el dios le enseñaba tiro al disco al muchacho, el viento se apoderó de él y se lo lanzó al cráneo de Jacinto, matándolo instantáneamente. Se dice que el hecho entristeció a Apolo, quien transformó la sangre de su amado en la flor que lleva su nombre.

### Mitología azteca
Xochipilli(del náhuatl: Xochipilli ‘el príncipe de las flores o noble florido’‘xochitl, flor; pilli, príncipe o niño’), a veces denominado como Xochipilli-Macuilxóchitl, es el dios del amor, los juegos, la belleza, las flores, el maíz, el placer y de la ebriedad sagrada. A su vez, es el dios de los homosexuales y de la prostitución masculina.

### Mitología maya
Chin era el dios maya de la homosexualidad. Él inspiró a algunas familias nobles a conseguirles amantes hombres a sus hijos, creando relaciones legales similares al matrimonio.

### Mitología china
La mitología china ha sido descrita como "rica en historias sobre la homosexualidad". Hu Tianbao (胡天保), era la forma humana de Tu'er Shen (兔兒神), la deidad del amor y el sexo homosexual.
La leyenda cuenta que Tianbao era un joven nacido en Fuzhou (provincia de Fujian), y que se enamoró de un hermoso e inteligente magistrado, el amor que sentía por él lo llevó a la obsesión, siempre iba a los actos públicos en que aparecía, tal persecución lo llevó a espiarlo mientras hacía sus necesidades. Al ser descubierto, fue arrestado y torturado a base de bastonazos hasta que confesó su atracción por el magistrado. Éste, enrabiado, ordenó aumentar los golpes hasta que le provocaron la muerte.
La leyenda narra que, debido a que el crimen de Hu Tianbao era por amor, los funcionarios del submundo decidieron reparar la injusticia convirtiéndolo en un dios protector del amor homosexual. Poco después de su muerte, Hu apareció ante su amado para decirle las siguientes palabras:

Aunque haya sido inadecuado espiar a un hombre, ha sido realizado sólo por motivos del corazón y no debería haber sido castigado con la muerte. Ahora el juez de la Prefectura Oscura me ha nombrado dios de los conejillos, encargado de las cuestiones del amor entre hombres: deberás construir un templo en mi honor.

Tal templo al dios existía en Fuzhou, pero fue destruido por los japoneses en la Segunda Guerra Mundial.

### Cristianismo

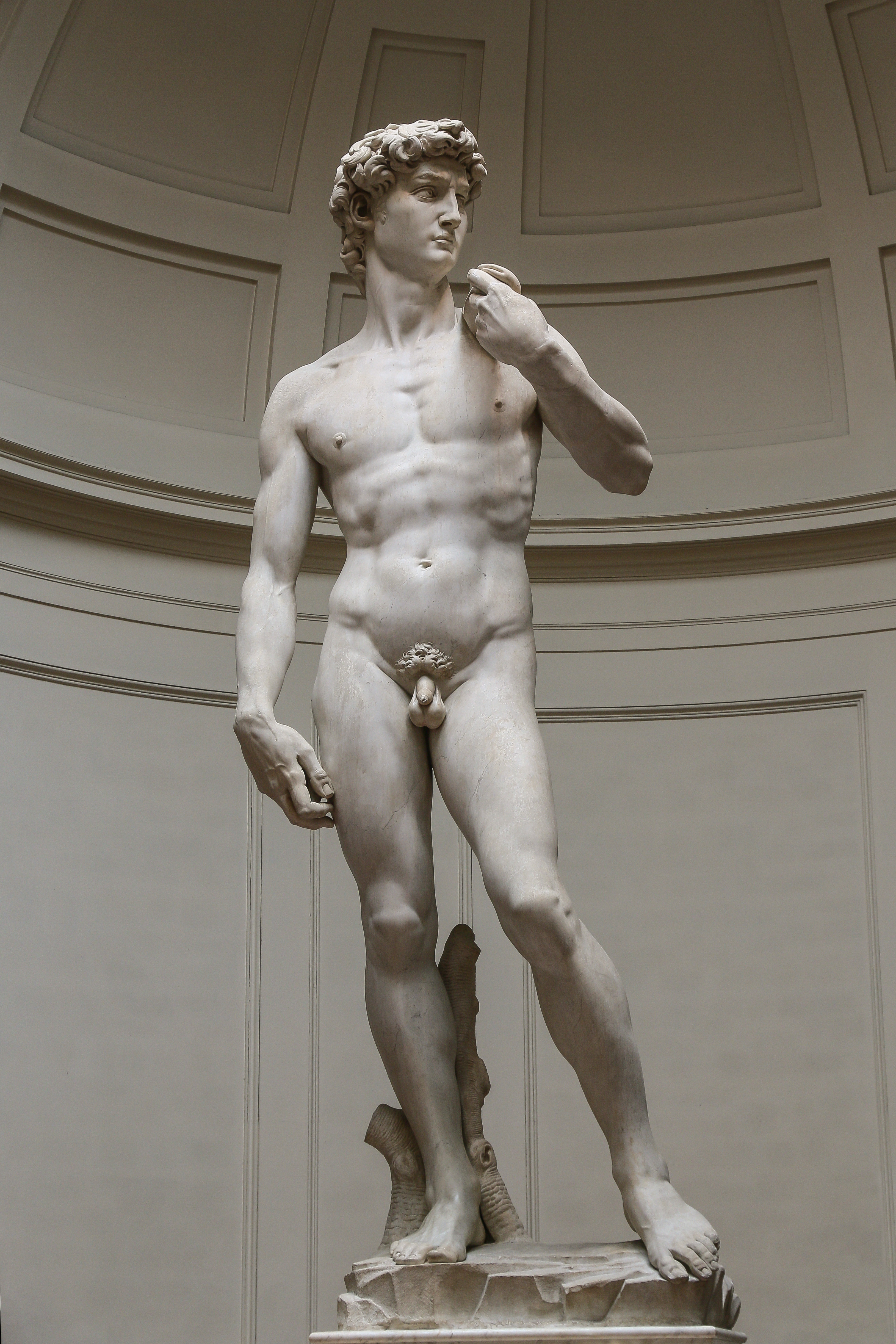
David, escultura de Miguel Ángel.

Gran parte de las referencias que posee la interpretación moderna de la Biblia sobre la homosexualidad, la presentan como un vicio o un pecado, punto de vista que se refleja en el relato de Sodoma y Gomorra, en el que Dios castiga con fuego y azufre a sus habitantes debido a, según algunas interpretaciones, su homosexualidad. De la primera ciudad viene el adjetivo sodomita, y el sustantivo sodomía.
Por otro lado mucho menos cruel, en el libro de Samuel se puede leer sobre la relación de David y Jonatán, que es interpretada como una relación de amor platónico por las corrientes religiosas mayoritarias, pero como una relación de índole sexual por parte de los laicos. En I Samuel se relata su encuentro, que es interpretado como la existencia de una relación homosexual entre los dos protagonistas, e incluso un triángulo de amor-odio relacionado con el monarca: 

Cuando David terminó de hablar con Saúl, el alma de Jonatán quedó prendada del alma de David, y Jonatán comenzó a amarle como a sí mismo. Saúl le tomó consigo aquel día y no le dejó volver a casa de su padre [a Judea]. Jonatán estableció un pacto con David, porque le amaba como a sí mismo. Se despojó Jonatán del manto que vestía y se lo dio a David, y su propia armadura, así como su espada, su arco y su cinturón.
I Samuel 18;4

En el siguiente libro, David, al enterarse de la muerte de Jonatán, exclama:

Angustia tengo por ti, hermano mío Jonathán,
Que me fuiste muy dulce:
 Más maravilloso me fue tu amor,
 Que el amor de las mujeres.
II Samuel 1;26

La historia de David y Jonatán inspiró a varios autores a escribir versiones alternativas o inspiradas en la narración original, como Saúl (nombrada así por el padre de Jonatán) de André Gide, que retrata a Jonatán como una bella criatura afeminada y delicada, arrebatada histéricamente por la fuerza física de David. Para muchos autores la belleza del rey causaba un amor enfermizo en Saúl, cuya frustración sexual y rechazo de su propia homosexualidad le llevaron a alternar sentimientos de atracción y odio hacia David. Otra relación que ha sido interpretada como romántica es la de Daniel y Aspenaz.

### Sintoísmo
Según la religión nativa de Japón, la homosexualidad fue introducida en el mundo por Shino no Hafuri (シノノハフリ?) y Ama no Hafuri (アマノハフリ?) , quienes eran sirvientes de una diosa primordial, seguramente Amaterasu, el sol. La leyenda cuenta que, tras la muerte de Shino por una enfermedad, Ama se suicidó por el dolor que le causó la pérdida. Sus amigos, afligidos por su muerte y comprendiendo sus sentimientos, enterraron los cuerpos en la misma tumba. En algunas versiones de la historia, el sol no vuelve a iluminar el punto de entierro hasta que los cuerpos son desenterrados y vueltos a enterrar separadamente. No se sabe si la ofensa a Amaterasu era debida a la homosexualidad o porque dos cuerpos descansaban en el mismo sitio.

### Zoroastrismo
Se dice que cuando Ahriman, el «dios de la sequía y la muerte», «el señor de las mentiras», pretendía destruir el mundo, se auto-sodomizó, creando una explosión de "poder demoníaco" que resultó en la creación de un ejército maligno de esclavos.

## Pulp gay
El término pulp gay, hace referencia a aquellas obras impresas, principalmente de ficción, que incluyen referencias a la homosexualidad masculina, y que son producidas de forma barata, típicamente en libros de bolsillo hechos de papel de pulpa de madera. Michael Bronski, editor de una antología de textos de ficción pulp gay, nota en la introducción que «pulp gay (gay pulp) no es un término exacto y es empleado de forma un tanto vaga para referirse a una serie de libros que tenían orígenes y mercados distintos». La gente emplea a menudo el término para referirse a los pulp gays «clásicos» que fueron escritos antes de 1970 aproximadamente, pero también puede ser usado para referirse a cualquier libro de erótica o pornografía gay en un libro en rústica o en una revista publicados desde entonces.

## Manga

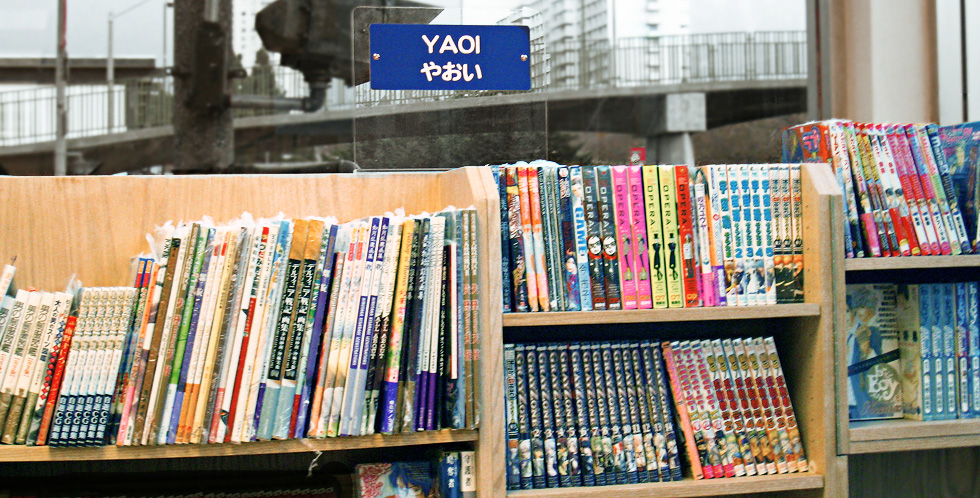
Sección de mangas yaoi en la librería Kinokuniya, en San Francisco, California.

En el manga se utiliza el término yaoi (やおい?) para referirse a aquellas obras donde el tema principal es el amor entre dos hombres, generalmente representandolos con un aspecto juvenil y esbelto, mientras que el bara (薔薇?) representa hombres fornidos de aspecto masculino, que pueden variar en su complexión y cantidad de vello corporal desde los hombres atléticos y musculados hasta los de tipo oso  (熊 kuma?).  Además, el yaoi está dirigido especialmente al público femenino, mientras que el bara está dirigido hacia los hombres homosexuales.

### Publicaciones
- Gijón, Francisco (2013). «El satiricón». Tarántula. Archivado desde el original el 31 de marzo de 2019. Consultado el 10 de marzo de 2019.
- Wernik, Uri (1 de enero de 2005). «Will the Real Homosexual in the Bible Please Stand Up?». Theology & Sexuality 11 (3). ISSN 1355-8358. doi:10.1177/1355835805054345.
- Pérez Vaquero, Carlos. «Homosexualidad y religiones: Consideraciones divinas y humanas». Derecho y Cambio Social. ISSN 2224-4131.
- Fredericks (1976). «Lucian's True History as SF». Science Fiction studies 3 (8).
- «Sackville, 7th Baron, (Robert Bertrand Sackville-West) (born 10 July 1958)». Who's Who (Oxford University Press). 1 de diciembre de 2007.
- «L'ALTRA FACCIA DEI MANGA GAY - Gay.it». Gay.it (en it-IT). 12 de abril de 2004.

### Webgrafía
- Xiaomingxiong (2002). «GLBTQ Encyclopedia, "Chinese Mythology"». Archivado desde el original el 9 de julio de 2009. Consultado el 17 de abril de 2019.
- Pequigney, Joseph (2002). «GLBTQ Encyclopedia, "Classical Mythology"». Archivado desde el original el 15 de abril de 2014. Consultado el 17 de abril de 2019.
- «La "Homosexualidad" en Roma a través del Satiricón». perso.wanadoo.es. Archivado desde el original el 18 de abril de 2017. Consultado el 10 de marzo de 2019.
- «"Boys' Love," Yaoi, and Art Education: Issues of Power and Pedagogy». http://www.csuchico.edu. Archivado desde el original el 14 de agosto de 2011. Consultado el 11 de septiembre de 2018.

- Datos: Q1862618
- Multimedia: Gay (male) literature / Q1862618